# Paullinia degranvillei
Paullinia degranvillei är en kinesträdsväxtart som beskrevs av Acev.-rodr.. Paullinia degranvillei ingår i släktet Paullinia och familjen kinesträdsväxter. Inga underarter finns listade i Catalogue of Life.